# ГЕС Паллі
ГЕС Паллі (фін. Pällin voimalaitos) — гідроелектростанція в центральній частині Фінляндії у провінції Північна Пог'янмаа. Становить четвертий ступінь у каскаді на річці Оулуйокі (впадає у Ботнічну затоку), знаходячись між ГЕС Утанен (вище за течією) та ГЕС Пюхякоскі.
Спорудження станції почалось у 1949 році з розвитку транспортної інфраструктури. Безпосередньо роботи на місці ГЕС стартували наступного року та завершились введенням двох гідроагрегатів у 1953-му та третього у 1954 році.
Річку перегородили греблею, яка включає два водоскидні шлюзи та машинний зал. Останній обладнаний турбінами типу Каплан загальною потужністю 51 МВт, які при напорі 13,9 метра забезпечують виробництво 227 млн кВт·год на рік.